# Centralia (Illinois)
Centralia város az USA Illinois államában, Clinton, Jefferson, Marion és Washington megyében. Lakosainak száma 12 182 fő (2020. április 1.).

## Népesség
A település népességének változása:
| Lakosok száma | 3190 | 14 136 | 13 032 | 12 182 |
|               | 1870 | 2000   | 2010   | 2020   |